# Clavus (insect)
De clavus is bij wantsen een onderdeel van de voorvleugel. De voorvleugel wordt bij wantsen wel het hemi-elytrum genoemd. De clavus is het binnenste deel van de voorvleugel en wordt in de afbeelding aangegeven met een 3. 